# Leona Vicario
María de la Soledad Leona Camila Vicario Fernández de San Salvador, conocida como Leona Vicario (Ciudad de México; 10 de abril de 1789 -  Ciudad de México; 21 de agosto de 1842), fue una de las figuras más destacadas de la Independencia de México.
Perteneció al grupo de Los Guadalupes, y financió con su propia fortuna la insurgencia, se enfrentó a numerosos riesgos por apoyar la causa independentista. Contrajo matrimonio con el también independentista Andrés Quintana Roo.
Fue nombrada Benemérita y Dulcísima Madre de la Patria, también ella es la única mujer en México a quien se le han rendido funerales de Estado, de igual forma es considerada como la primera periodista del país, y hacia finales de la década de 1920 se le conocía como La mujer fuerte de la Independencia.

## Primeros años
Fue hija única, nacida en Toluca. Su padre, Gaspar Martín Vicario, comerciante proveniente de Ampudia, España, llegó a estas tierras en busca de riqueza, como muchas otras personas en ese tiempo. Amasó una fortuna y consolidó su nombre y posición en la Nueva España, tanto que obtuvo el cargo de Regidor Vitalicio de la Ciudad de México. Su madre, Camila Fernández de San Salvador y Montiel, era originaria de Toluca y descendiente directa de Ixtlilxochitl II, último tlatoani de Texcoco.
Un personaje importante en la vida de Leona Vicario fue su tío materno, Agustín Pomposo Fernández de San Salvador, oidor de la Real Audiencia de México y rector de la Real y Pontificia Universidad de México. Él fue su padrino y le proporcionó una esmerada educación y vida. Pomposo se dio a conocer siendo muy joven al redactar una oda titulada "Sentimientos de la Nueva España" por la muerte del virrey D. Antonio María Bucareli. Posteriormente, en 1787, escribió los versos "La América llorando por la temprana muerte de D. Bernardo de Gálvez", donde demostró una profunda inclinación por la monarquía y sus representantes.
A los 18 años, el padre de Vicario falleció, y poco después murió su madre, quedando al cuidado de su tío, a petición de su madre. Gracias a su tío, un erudito, jurista y autor de varias obras novohispanas, Leona recibió una sólida educación y cultivó su amor por la lectura.

### Educación
Tuvo una educación convencional en un principio, enfocada en la lectoescritura, el bordado y la costura, pero aún con eso su padre quiso inducirla en el estudio de las obras filosóficas, literarias y de adelantos científicos, algo bastante raro para la época, de ahí aprendió latín, francés y principios básicos de matemáticas y filosofía. Fue una lectora muy ambiciosa, algunas obras que disfrutaba leer eran: Idea del Universo, del jesuita Lorenzo Hervás y Panduro, Historia natural, general y particular, de Georges Louis Leclerc, conde de Buffon, El nuevo Robinson de Joachim Campe, Teatro crítico universal de Benito Feijóo, y el que era su favorito Las aventuras de Telémaco de François Fénelon, tanto era su gusto por esa obra que lo tradujo del francés al español, denotando el interés educativo que tenía. Leona Vicario estudió artes, letras y música. Tomó cursos de pintura y dibujo con el pintor Tirado.
Desde pequeña le inculcaron el Cristianismo y amaba a Dios sobre todas las cosas, pero también entendía que era una imagen de identidad para discutir el proyecto humano. No tomó preferencias por la Virgen de los Remedios o la Virgen de Guadalupe, a pesar de que esta última se convertiría en el símbolo de los Insurgentes. No eligió a ninguna porque la primera, española traída por Hernán Cortés, se decía que no hablaba con los indígenas; y de la segunda, decían que se apareció en América para consolar a los nativos, sus hijos más débiles. Así que decidió no seguir a ninguna porque las ideas que representaban no la convencían.
Estaba convencida de los ideales autonomistas de algunos miembros de las élites dirigentes e intelectuales novohispanas, así que decidió llevar una vida más pública. A pesar del rechazo de su tío, asistía a tertulias y encuentros culturales. Así conoció a otras hijas de notables personas con pensamiento independentista, tales como doña Josefa Ortiz de Domínguez y doña Mariana del Toro y Lazarín.

#### Juventud
A pesar de la confrontación política y de sostener ideales distintos a los de su prestigioso tío, este le permitió vivir sola para que estuviera cómoda. Compró una propiedad contigua para estar al pendiente de ella, algo escandaloso para las costumbres de la época.
Aún cuando su madre vivía, Leona Vicario se había comprometido con el abogado y militar Octaviano Obregón y Gómez, originario de León, Guanajuato, y perteneciente a una de las familias más adineradas de la Nueva España. Él y su padre eran fieles partidarios del autonomismo novohispano. Al descubrirse varias conspiraciones en contra de la Corona, y ellos siendo parte de estas, huyeron a la ciudad de Cádiz, España. El matrimonio se fue aplazando cada vez más; Octaviano Obregón regresó a su ciudad natal para fungir en el puesto de diputado suplente de las Cortes Generales Extraordinarias, sin regresar a la Ciudad de México en ningún momento para contraer las nupcias establecidas. Por su parte, Vicario no tenía claro si lo que en realidad sentía era amor verdadero.
En 1808, Andrés Quintana Roo, un joven Yucateco que llegó a la Ciudad de México para graduarse como abogado y quien también tenía ideales a favor de la autonomía de la Nueva España, eligió el despacho de Agustín Pomposo, tío y tutor de Leona Vicario, quien había sido rector dos veces de su universidad, para realizar sus prácticas de jurisprudencia. Ahí se conocieron y poco a poco fueron estableciendo vínculos más cercanos hasta convertirse en pareja. Andrés Quintana Roo pidió la mano de Leona.

## Guerra de la Independencia de México

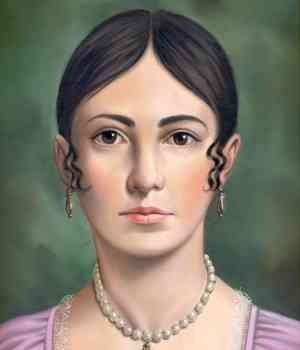
Retrato de Leona Vicario, en su juventud.

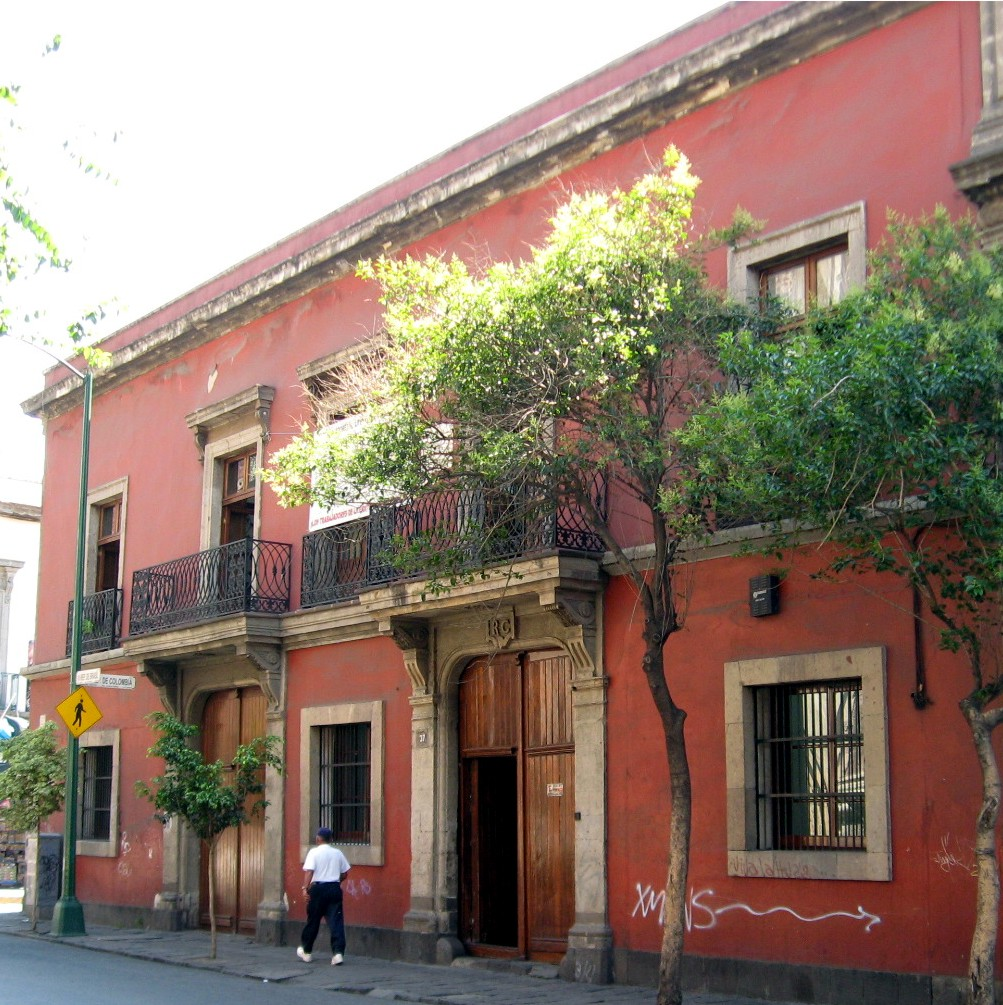
Casa de Leona Vicario en la Ciudad de México

Tanto Leona Vicario como Andrés Quintana Roo tenían una pasión inconmensurable por la patria, la patria encontró en ellos dos fuertes baluartes, ella dedicó todos sus bienes y persona, él dedicó su intelecto y su ser. Casi a la par de que esto sucedía, el cura Miguel Hidalgo y Costilla lanzaba su grito de Independencia el 16 de septiembre de 1810. Este movimiento cautivó a todas aquellas personas que tenían ganas de ver sus tierras libres de los españoles. Leona Vicario y Andrés Quintana Roo fueron parte de ese grupo, muchas veces en sus pláticas expresaban su intención e idea de ayudar a los insurgentes en la causa, puede ser que a Vicario la influenció en parte Octaviano Obregón y Gómez y su padre, quienes eran parte de este acontecimiento.
Leona Vicario siempre fue partidaria del lado insurgente, no se sabe quién tuvo la iniciativa, si ella o Quintana, pero es más que claro que se motivaron mutuamente para participar en el movimiento. Pomposo, se negó a dejar que Vicario y Quintana contrajeran matrimonio, este último partió a Tlalpujahua para ponerse al servicio del general Ignacio López Rayón. A su vez, Vicario asumió un mayor compromiso con la causa insurgente, realizando acciones mucho más audaces a partir de ese momento. Fue una de las primeras en contactar jefes insurgentes, fungió como mensajera y espía, transformó su casa en un centro de organización y comunicación, financió con sus bienes y joyas varios viajes aliados y envió dinero, medicamentos y armeros vascos a Tlalpujahua para la realización de pertrechos. De igual forma, poco después se asoció con el grupo de Los Guadalupes, quienes tenían información adicional a las demás personas debido a que pertenecían a la sociedad virreinal,  también participaban como espías y mensajeros, y en algún momento planearon secuestrar al virrey, así buscando la autonomía novohispana a cambio de la liberación de este.
El 28 de febrero de 1813, saliendo de misa en La Profesa, le fue notificado a Vicario que al parecer había sido descubierta, ya que aprehendieron a Mario Salazar, uno de sus mensajeros que llevaba mercancía para ella. Advertida por personas que la querían que no actuara, decidió reunirse con los insurgentes, así que estando disfrazada y en compañía de dos de sus damas y más confiables amigas, se fue a pie hasta Huixquilucan. No alcanzó a llegar ni a Tlalpujahua ni mucho menos a Oaxaca, donde la esperaba Andrés Quintana Roo. Leona Vicario fue perseguida y despojada de sus bienes por Félix María Calleja, tras enterarse de que tanto ella como su pareja habían hecho comentarios contra sus mandatos.

### "Encarcelamiento" y escape
Tras esto último, le fue impuesta una orden de prisión en su contra y, tras ser aprehendida unos días después, fue llevada a la Ciudad de México, en donde su tío intervino para que no fuera llevada a la cárcel, sino que permaneciera aislada en el Colegio de San Miguel de Belén, así que no fue encarcelada de primeras pero sí la mantuvieron cautiva. En el juicio se le imputó, entre otros cargos, el estar totalmente comprometida con la insurgencia, el conspirar y traicionar al gobierno virreinal, y el difamar cualquier acto realizado por los conquistadores españoles desde su llegada a esta tierra. En ningún momento reveló la identidad de sus aliados y tampoco perdió el aplomo, tras esto, estuvo apartada e incomunicada en el Colegio de San Miguel de Belén hasta el 22 de abril de 1813, cuando el pintor José Luis Rodríguez Alconedo, el coronel Francisco Arroyave y Antonio Vázquez, todos miembros de Los Guadalupes, y varias amigas monjas que hizo en el convento, ayudaron a rescatarla. Estuvo presa durante 42 días. Luego de estar escondida un tiempo, partió a Oaxaca, disfrazada nuevamente, para encontrarse con los demás insurgentes comandados por José María Morelos y Pavón, incluido  Andrés Quintana Roo, con quien finalmente se casó el 6 de noviembre de 1813. De tal forma, Vicario despertó el interés y la admiración de múltiples personas, recibiendo halagos y críticas por sus acciones a lo largo de toda la lucha.
Su esposo fue nombrado por Morelos como Presidente del Congreso de Chilpancingo, esto hizo que la pareja fuera reconocida más públicamente. Morelos enviaba cartas a Vicario preocupado por su situación, decidió recompensarla con una asignación económica, más tarde ratificada y aprobada por el propio Congreso, el 22 de diciembre de 1813. Tras la captura y fusilamiento de Morelos, Vicario y Quintana huyeron al campo michoacano; por aquella época se ofrecían indultos a cualquier persona relacionada con el movimiento insurgente, por tanto se le ofreció a la pareja uno, Vicario rechazó tajantemente esta cuestión porque sentía que traicionaba su propia idea.

### Etapa final de la Guerra de Independencia
En 1817, Vicario dio a luz a su primera hija, a la que llamó Genoveva. La tuvo en una cueva ubicada en Tierra Caliente debido a las constantes persecuciones que recibían los insurgentes en esos días. Debido a esto, se ocultaron en el poblado de Tlatlaya. Andrés Quintana Roo no estaba presente, ya que había partido en búsqueda de ayuda. Una vez que el escondite fue hallado, quienes estaban en Tlatlaya fueron llevados a Tejupilco y posteriormente a Temascaltepec, incluyendo a Vicario y su hija. Tras enterarse de esta situación, Quintana Roo decidió entregarse a las autoridades y aceptar el indulto que les ofrecieron y que originalmente habían rechazado. Les fue concedido con la condición de partir a la ciudad de Cádiz, pero debido a cuestiones económicas, se quedaron en la ciudad de Toluca. Posteriormente, en 1820, les fue concedido el permiso de regresar a la capital del país, donde lograron establecerse financieramente, y donde un año más tarde nació su segunda hija, llamada María.

## Años posteriores a la independencia

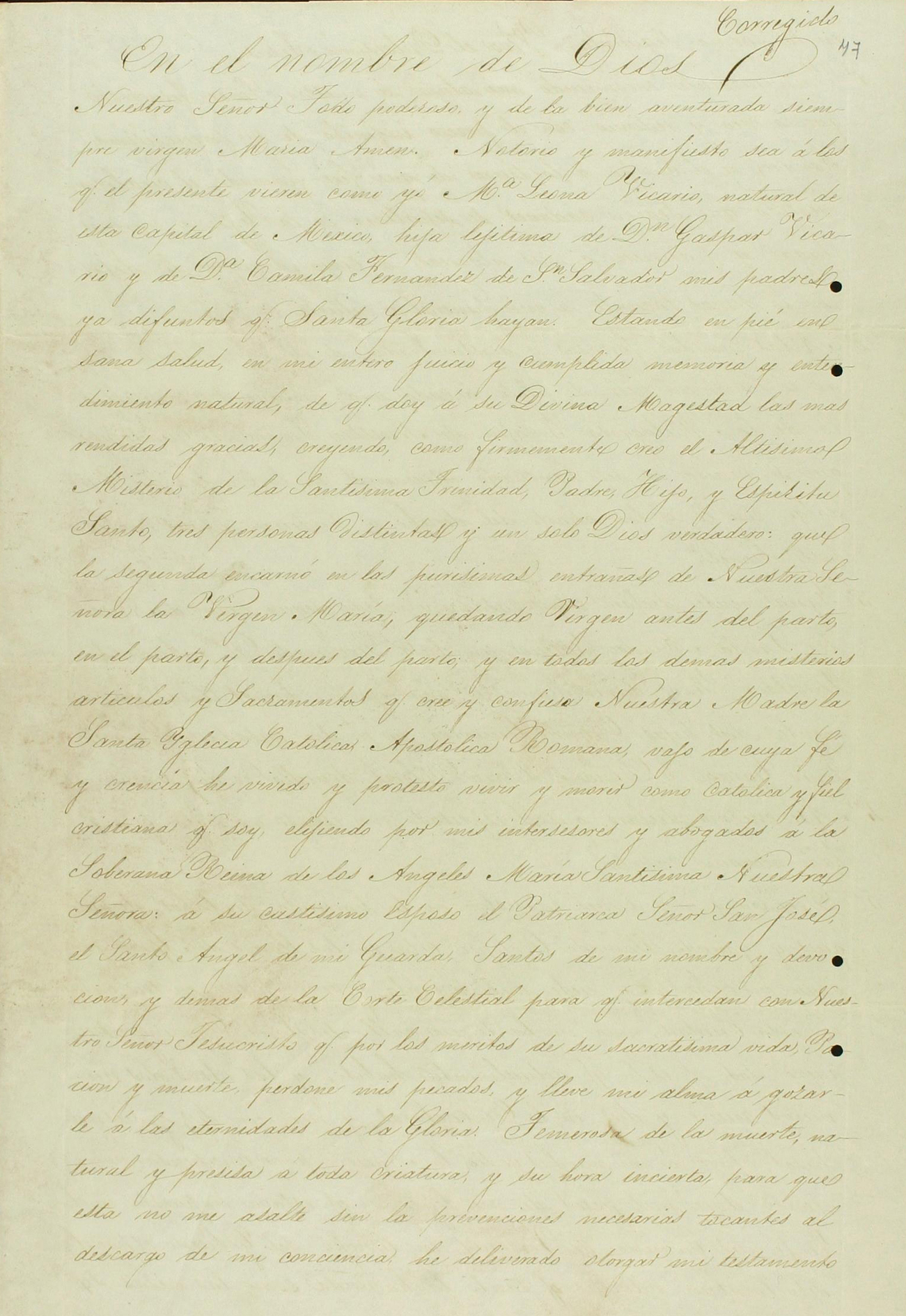
Testamento de Leona Vicario

Una vez consumada la Guerra de Independencia, Leona Vicario se dedicó a su casa, a sus hijas y su esposo. Tuvo una tercera hija a la que llamaron Dolores, en honor a la villa de Dolores en la que Hidalgo inició la lucha por la Independencia en 1810. Todo esto sin alejarse de la senda pública, ya que creó distintas organizaciones y empresas en favor de su familia, defendió públicamente su colaboración en la proeza insurrecta, y ayudó a todo aquel que pidiera ayuda, convirtiendo su hogar en un asilo para pobres. Vicario le pidió al Supremo Congreso Constituyente la reposición de todo el capital y bienes que aportó para ayudar en la batalla, lo pedía para consolidar el patrimonio de sus hijas. La suma total rondaba aproximadamente $112,000 pesos, así que en 1823, se le cedió una casa en Ocotepec y dos casas en la Ciudad de México, una ubicada en la plaza de Santo Domingo y otra en la calle de Cocheras. De igual forma, se le honró cambiando el nombre de la villa de Saltillo por la villa Leona Vicario en el estado de Coahuila y Texas en 1827.
Durante toda la Guerra de Independencia, participó y escribió para muchos periódicos, como El Ilustrador Americano, El Correo Americano del Sur, El Semanario Patriótico Americano y El Federalista. Fundó este último con su esposo durante el mandato del presidente Anastasio Bustamante, quien criticaba y perseguía a este par por sus publicaciones en su contra, publicadas en este último periódico. Estos periódicos cumplían con la finalidad de contacto para los insurgentes y así actuar de cierta forma como espía, en el tiempo que se necesitara que actuaran de dicha forma. De hecho, se le considera a Leona Vicario la primera periodista en México.
En su etapa de colaboradora de El Federalista, Vicario se enfrentó al conservador Lucas Alamán, quien decía que las mujeres habían ido a la guerra de Independencia por amor a sus hombres. Escribió en su columna:

Confiese Sr. Alamán que no sólo el amor es el móvil de las acciones de las mujeres; que ellas son capaces de todos los entusiasmos y que los sentimientos de la gloria y la libertad no les son unos sentimientos extraños; antes bien vale obrar en ellos con más vigor, como que siempre los sacrificios de las mujeres, sea el cual fuere el objeto o causa por quien las hacen, son desinteresados, y parece que no buscan más recompensa de ellos, que la de que sean aceptadas.
Por lo que a mí toca, sé decir que mis acciones y opiniones han sido siempre muy libres, nadie ha influido absolutamente en ellas, y en este punto he obrado con total independencia y sin atender que las opiniones que han tenido las personas que he estimado. Me persuado de que así serán todas las mujeres, exceptuando a las muy estúpidas, y a las que por efecto de su educación hayan contraído un hábito servil. De ambas clases hay también muchísimos hombres.
Leona Vicario

### Muerte
En poco tiempo, hubo diversas ocasiones de luto: primero en 1840 el padre de Andrés Quintana Roo falleció, un año después don Agustín Pomposo, tío de Vicario y maestro de Quintana, también falleció, y finalmente Leona Vicario falleció el 21 de agosto de 1842 en su casa de la calle de Cocheras. Su cuerpo fue velado en la iglesia de Santo Domingo. Recibió como homenaje póstumo los funerales de Estado decretados por el presidente Antonio López de Santa Anna. En ese evento fue declarada “Madre Benemérita de la Patria”.
Fue declarada Benemérita y Dulcísima Madre de la Patria el 25 de agosto de 1842, a los cuatro días de su fallecimiento Sus restos descansaron, primero en el Panteón de Santa Paula, después, el 28 de mayo de 1900 fueron trasladados junto con los de su esposo Andrés Quintana Roo, a la Rotonda de las Personas Ilustres del Panteón Civil de Dolores, hasta su traslado a la Columna de la Independencia en 1925. El 30 de mayo de 2010, fueron trasladados al Museo Nacional de Historia (Castillo de Chapultepec) para su conservación, análisis y autentificación. Posteriormente, el 15 de agosto del mismo año, fueron llevados a Palacio Nacional para ser colocados en la Galería Nacional en el marco de la exposición México 200 años, la Construcción de la Patria. Desde 2011, los restos de Leona fueron regresados y enterrados en la Columna de la Independencia, con el resto de los insurgentes.[cita requerida]

## Legado que dejó
Leona Vicario es una heroína nacional, Benemérita de la Patria, Madre de la Patria y fundadora de México. Existen muchas estatuas de ella en todo México y además, muchas escuelas, hospitales, bibliotecas, ciudades, pueblos, calles y lugares llevan su nombre, en su honor, como el poblado Leona Vicario, en el estado de Quintana Roo.
"Soy Leona y quiero vivir libre como una fiera" son las palabras que Vicario habría dicho a su tío y que han quedado grabadas para la posteridad en una escultura del estado de Quintana Roo dedicada a esta heroica mujer en la historia de México.

### Reconocimientos
|  |  |  |  |  |

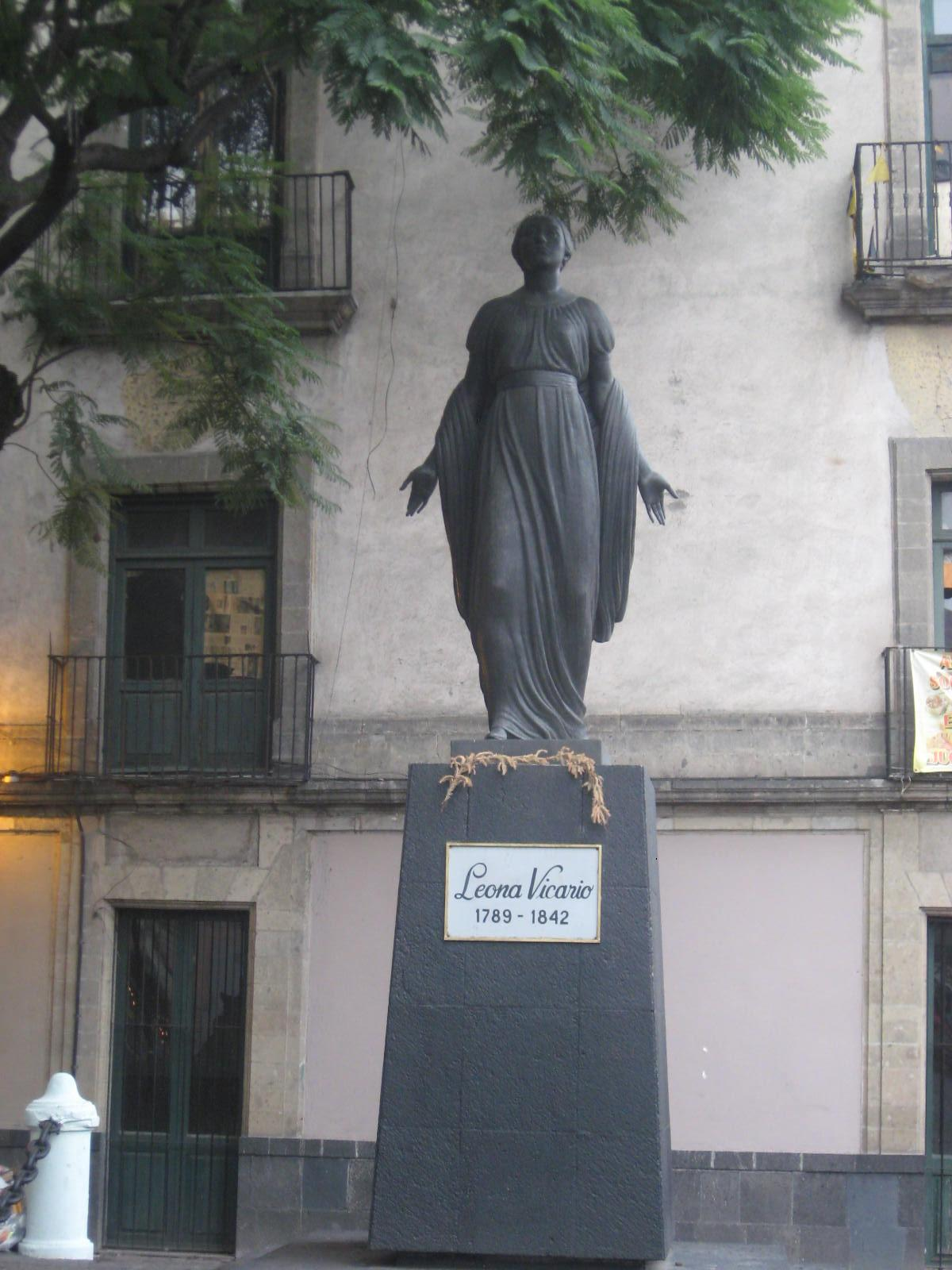
Estatua de Leona Vicario, en la Ciudad de México.

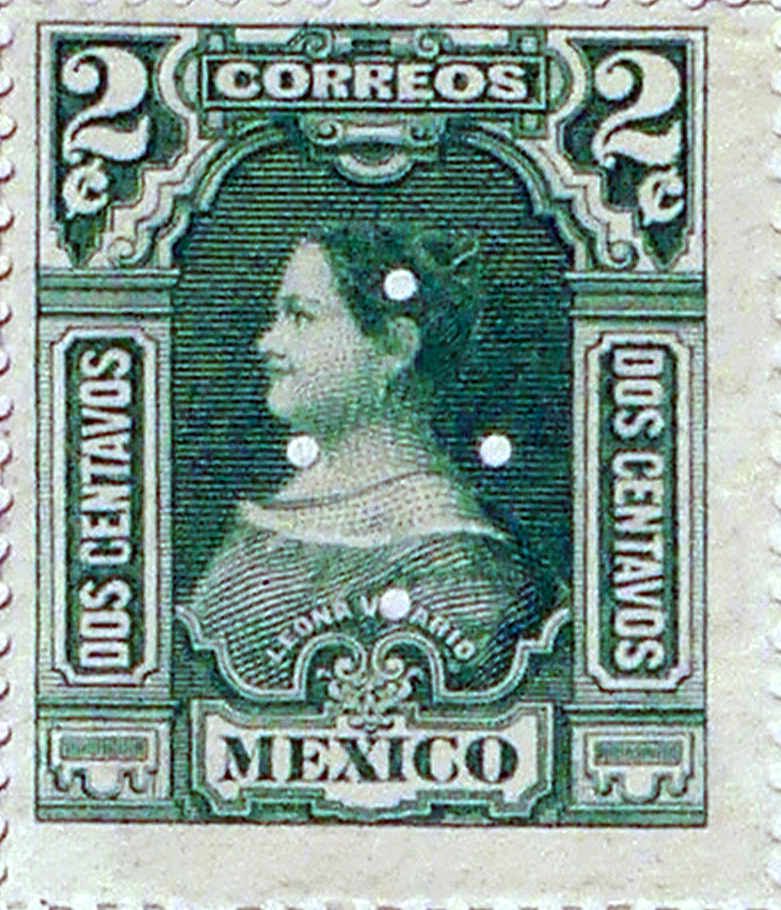
Timbre Postal Leona Vicario de 1910.

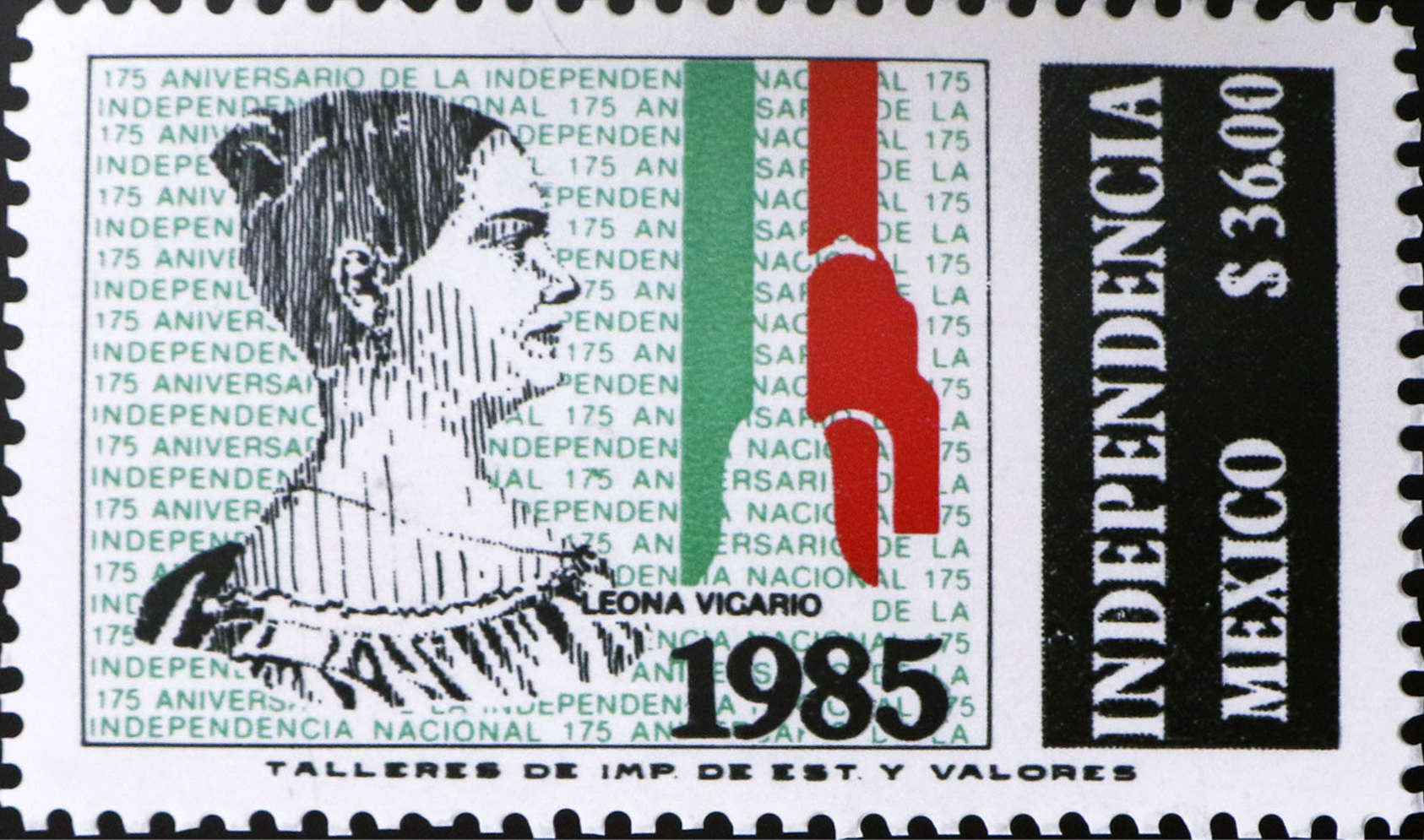
Timbre postal Leona Vicario de 1985.

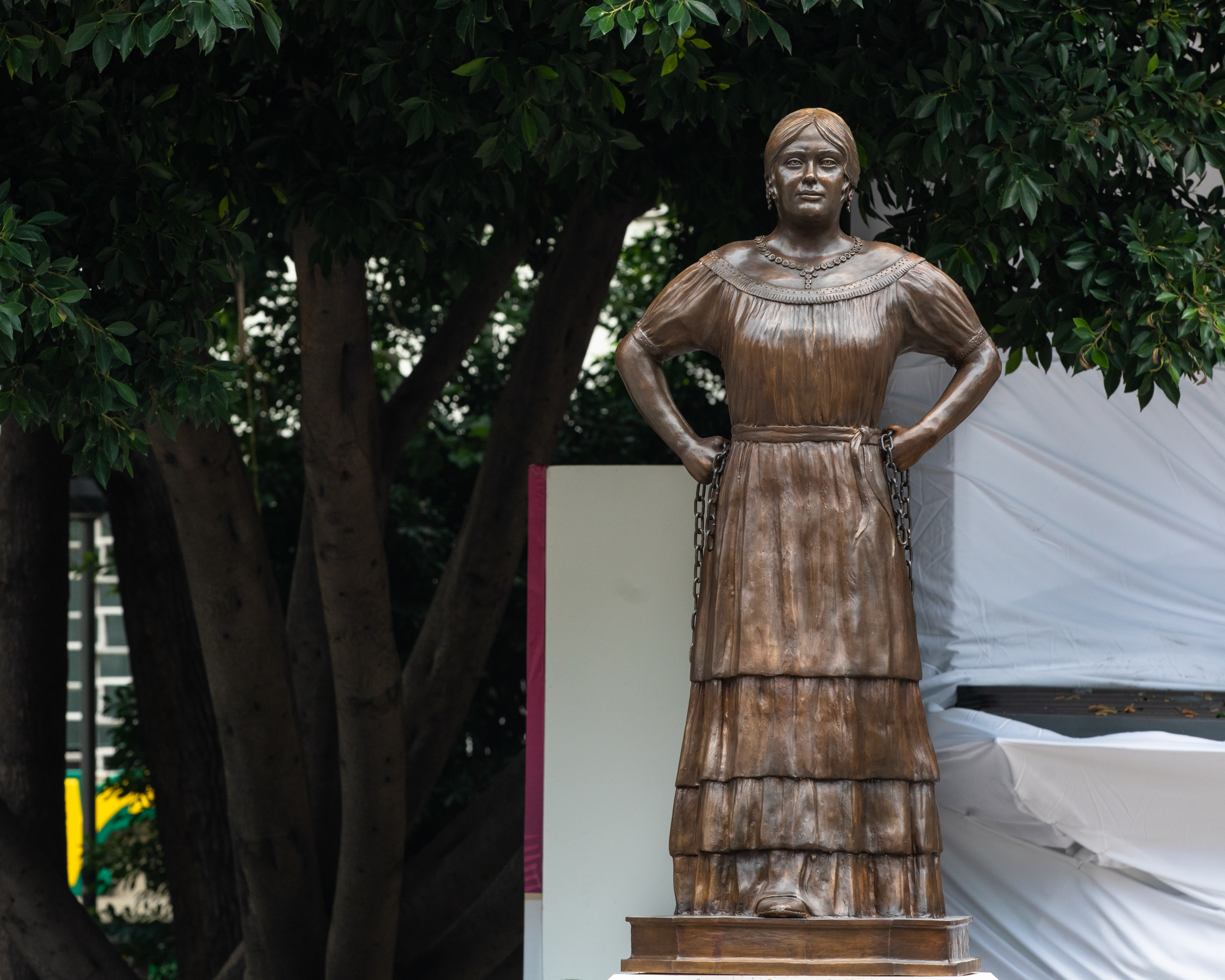
La estatua de Leona Vicario es la primera que se inaugura en el nuevo "Paseo de las Heroínas" en la icónica avenida Reforma de la Ciudad de México.

- El Congreso de la Unión le concedió el título honorífico de Benemérita y Dulcísima Madre de la Patria y su nombre está inscrito con letras de oro en el Muro de Honor del Palacio Legislativo de San Lázaro, sede de la Cámara de Diputados de México.
- Su nombre está  grabado con letras de oro en el Congreso del estado de Quintana Roo, en la ciudad de Chetumal.
- El gobierno de México declaró  en el año 2020 como el "Año de Leona Vicario, Benemérita Madre de la Patria",[16] en reconocimiento a las mujeres en la historia política de México.[17]

#### Becas y estímulos bajo su nombre
- Programa Beca Leona Vicario de la Ciudad de México.

Es un programa de apoyo para niñas, niños y adolescentes mexicanos, radicados en Ciudad de México, de 0 a 17 años 11 meses, en situación de alta vulnerabilidad, orientado a restituir sus derechos, especialmente en educación y alimentación. Orientado a niñas, niños y adolescentes cuyas madres, padres o tutores fallecieron, viven situación de incapacidad permanente o se encuentren privados de su libertad, o también a hijas e hijos de policías caídos en el cumplimiento de su deber, así como de madres o padres solos, jefes de familia, en situación de pobreza extrema.